# Тарзус (клепачи)
Вижте пояснителната страница за други значения на Тарзус.
 Тази статия е за клепачната пластина на очите.  За тарзалните кости на краката вижте Задноходилни кости.  За други значения вижте Тарзус.
Тарзусът е част от клепачите на очите. Представлява фибро-еластична пластина, върху която е опъната клепачната конюнктива. Тарзусът на горния клепач е по-голям от този на долния.